# Bernhard Franzelin
Bernhard Franzelin (* 4. April 1868 in Auer (Südtirol); † 22. Oktober 1943 in Steyr, Oberösterreich) war ein österreichischer Jesuit und Theologe.
Franzelin trat um 1890 in das Noviziat der Societas Jesu ein. Seine ersten Stationen seines Ordensleben waren St. Andrä/Lavanttal in Kärnten und Preßburg. Im Anschluss daran studierte er an der Universität Innsbruck und konnte dieses Studium 1908 erfolgreich mit einer Promotion abschließen.
Im Anschluss daran entsandte der Orden Franzelin als Dozent für Rhetorik an das Clementinum nach Prag. Dort wirkte er dann auch als Prediger. Nach seiner Rückkehr nach Innsbruck betraute man ihn mit einem Lehrauftrag als außerordentlicher Professor für Dogmatik. Später nahm er einen Ruf an die Gregoriana in Rom an und lehrte dort u. a. Philosophie.
Nach seiner Rückkehr nach Innsbruck wirkte er dort wiederum an der Universität; ab 1924 als Professor für Scholastik. Während dieser Zeit war er auch ein regelmäßiger Mitarbeiter an der Zeitschrift Der christliche Ständestaat.

## Werke (Auswahl)
- Die neueste Lehre Geysers über das Kausalitätsproblem. Hänsel-Hohenhausen, Egelsbach 1993, ISBN 3-89349-297-6 (1 Mikrofiche, Nachdr. d. Ausg. Innsbruck 1924).
- Sind die Grundlagen unserer Gotteserkenntnis erschüttert? Mayer, Wien 1929.
- Zur Klärung des Kausalproblems. St. Paulusdruckerei, Freiburg/B. 1933.